# 金城清子
金城 清子（きんじょう きよこ、1938年4月10日 - ）は、日本の弁護士、法学者、フェミニスト。津田塾大学教授、龍谷大学法科大学院教授を歴任。

## 略歴
東京出身。1961年東京大学法学部卒、東京大学法学部助手。1968年夫の金城睦（ちかし、1937-2014、1995年離婚）とともに沖縄で弁護士を開業。1983年東京家政大学教授となり、1989年津田塾大学教授、のち龍谷大学法科大学院教授。2011年退職。男女平等論の視点から法女性学を提唱。生命倫理の問題にもとりくむ。

## 著書
- 『法女性学のすすめ 女性からの法律への問いかけ』1983 (有斐閣選書)
- 『法のなかの女性』1985 新潮選書
- 『家族という関係』1986 岩波新書
- 『法女性学 その構築と課題』日本評論社 1991
- 『生殖革命と人権 産むことに自由はあるのか』1996 中公新書
- 『生命誕生をめぐるバイオエシックス 生命倫理と法』日本評論社 1998
- 『ジェンダーの法律学』2002 (有斐閣アルマ）

### 共著
- 『女性法学』佐藤延子ほか共著 尚学社 1988
- 『人間の歴史を考える 8 女性の権利の歴史』辻村みよ子共著 岩波書店(岩波市民大学)1992

## 論文
- <金城清子